# Follo FK
Follo Fotballklubb is een Noorse voetbalclub uit Ski in de provincie Akershus. De club werd in 2000 opgericht en speelt zijn wedstrijden in het Ski-stadion. De club speelt in de 2.divisjon, de derde klasse.

## Geschiedenis
De club is sinds de eeuwwisseling een fusie tussen vijf clubs uit de regio Ski.
In 2010 behaalde de club het grootste succes uit de clubgeschiedenis. Follo behaalde de finale van de Noorse voetbalbeker, waarin met 2-0 werd verloren van Strømsgodset IF. In de halve finale moest zelfs Rosenborg BK zijn meerdere erkennen in Follo; het werd 3-2 in een knotsgek duel.
In datzelfde jaar behaalde Follo niet de licentie voor de Adeccoligaen en moest dus noodgedwongen degraderen naar de derde klasse, ondanks dat de club zich handhaafde. Twee jaar later kon de club weer terugkeren: de club pakte het kampioenschap in groep 4 van de derde klasse.
Opnieuw kwam de club in financieel zwaar weer terecht en kon er slechts ternauwernood een faillissement voorkomen worden. Daarbij degradeerde de club ook nog terug naar de 2. divisjon.